# Jeremy Bulloch
Pour les articles homonymes, voir Bulloch.
Jeremy Bulloch, né le 16 février 1945 à Market Harborough, en Angleterre, et mort le 17 décembre 2020 à Tooting, est un acteur de cinéma et de télévision britannique.

## Biographie
Il a, entre autres, joué dans les épisodes III, V et VI de Star Wars (le rôle de Boba Fett pour les deux derniers et le rôle du pilote du vaisseau de Bail Organa dans le III) et dans Swing Kids. Il a aussi joué dans les années 1970 et 1980 dans des séries télévisées britanniques comme Doctor Who et Robin of Sherwood.
Il a eu des seconds rôles dans trois films de la licence James Bond.
Jeremy Bulloch aime acheter des objets dérivés de son personnage Boba Fett ; les fans de la série lui en offrent aussi.
Jeremy a écrit son autobiographie intitulée : Flying Solo: Tales of a Bounty Hunter.

## Filmographie
- 1980 : Star Wars, épisode V : L'Empire contre-attaque (Star Wars - Episode V : The Empire Strikes Back) d'Irvin Kershner : Boba Fett
- 1983 : Star Wars, épisode VI : Le Retour du Jedi (Star Wars - Episode VI : Return of the Jedi) de Richard Marquand : Boba Fett
- 2005 : Star Wars, épisode III : La Revanche des Sith (Star Wars Episode III: Revenge of the Sith) de George Lucas : Capitaine Jeremoch Colton